# Reede (Borkum)
Reede ist einer von drei Stadtteilen auf der ostfriesischen Insel Borkum im Landkreis Leer in Niedersachsen. Die Stadt umfasst neben der Kernstadt zudem das Ostland. In Borkum-Reede liegt der Hafen mit dem Anleger der Fähren von Emden Außenhafen oder Eemshaven. Der Name Reede bedeutet eigentlich Ankerplatz.

## Geographie
Reede liegt im äußersten Süden der Insel.

## Infrastruktur
In den Gebäuden der ehemaligen Marine-Seemannschaftslehrgruppe der Bundeswehr, die bis in die 1990er Jahre ein bedeutender Marinestützpunkt und größter Arbeitgeber der Insel war, betreibt das Deutsche Jugendherbergswerk seit Oktober 1996 die Jugendherberge „Am Wattenmeer“ mit 611 Betten. Mit einem rund 20 Hektar großen Gelände ist sie auch flächenmäßig die größte ihrer Art.

### Bahnverkehr

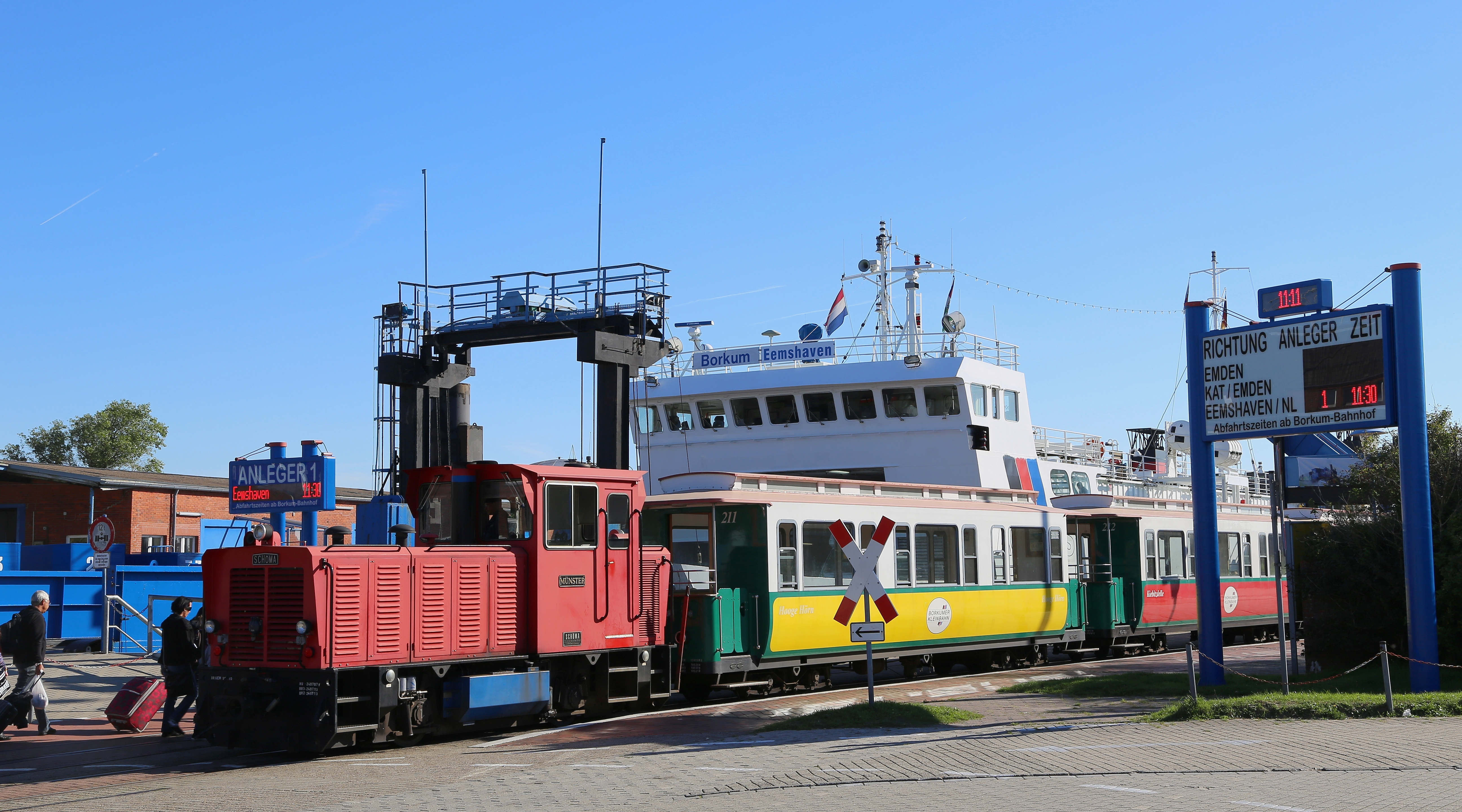
Zug der Borkumer Kleinbahn im Bahnhof Reede

„Reede“ und der Hafen sind durch eine Inselbahn der Spurweite von 900 Millimetern mit dem Bahnhof „Borkum“ verbunden. Die sieben Kilometer lange und zweigleisige Strecke wurde 1888 fertiggestellt und bedient auch den Haltepunkt „Jakob-van-Dyken-Weg“.

### Busverkehr
Neben der Bahnlinie gibt es in unregelmäßigem Takt einen etwa parallel verkehrenden Busverkehr. Die meisten Fahrten werden bis zum Ostland durchgeführt, einige enden auch an der BfA-Klinik.